# 207653 Anatolymokrenko
207653 Anatolymokrenko este o planetă minoră (asteroid) din centura de asteroizi. A fost descoperită pe 18 iulie 2007 la Andrușivska astronomicina observatoria⁠(d) de Andrușivska astronomicina observatoria⁠(d). 
Obiectul prezintă o orbită caracterizată de o semiaxă mare de 3,1649030197964 UAi, o excentricitate de 0,34799507785386, o înclinație de 23,352039640573 ° în raport cu ecliptica.